# جوش دريك
جوش دريك (بالإنجليزية: Josh Drake)‏ هو عالم موسيقى أمريكي، ولد في 27 سبتمبر 1979 في تينيسي في الولايات المتحدة.